# Den lange march
Den lange march 长征 (pinyin:Chángzhēng) var det omfattende militære tilbagetog under den kinesiske borgerkrig, som den kinesiske kommunistiske hær foretog fra provinsen Jiangxi til det nordlige Shaanxi for at undslippe Kuomintangs overlegne styrker.

## Baggrund
Kommunisterne var blevet omringet i deres kinesiske sovjetrepublik af Chiang Kai-sheks styrker, og brød ud mod vest i begyndelsen af oktober 1934. Tilbagetogets reelle militære leder var til at begynde med den tyske militære rådgiver Otto Braun (som hjalp kommunisterne på foranledning af Moskva), men han blev efterhånden skudt til side. Det meste af marchen blev styret af Mao Zedong. Marchen skete gennem et meget vanskeligt terræn i det vestlige Kina.
Efter 370 dage og en march på ca. 9.660 km endte de overlevende, blot omkring 20.000 af de oprindeligt 80.000-90.000 soldater, de nordlige dele af provinsen Shaanxi.

## Tilbagetoget begynder
I 1934 havde kommunisthæren etableret sig i Jiangxi og etableret en kommunistisk bastion der. Men de blev snart fuldstændigt omringet af langt stærkere Kuomintangstyrker og deres allierede støttetropper. Det var ikke muligt for kommunisterne at standse den metodiske fremrykning, som de bedre trænede og bevæbnede modstanderne foretog – de byggede blokhuse med kraftig bevæbning og så tæt, at terrænet mellem blokhusene som regel var helt omfattede af beskydningsmulighed, og fremrykningen skete ved, at blokhusene blev bygget stadig tættere på kommunisterne område.
De første udbrud fra den fremvoksende fælde blev ledet af He Long, Xiao Ke, Xu Xiangqian og Fang Zhimin. Det første skete med mindre enheder i juni og var ledet af Fang Zhimin. Xiao Te fulgte i august.
I oktober undslap de sidste 130.000 (soldater og civile) gennem Kuomintangs jerngreb med fire lag blokhusbefæstninger og vestover ind i provinsen Guizhou.

## Maos magtovertagelse over marchen og kommunistpartiet
Efter nogen måneders udmattende march mod vest, drevet fremover af Kuomintangs styrker, kom de ledende kommunister sammen til en konference i Zunyi den 6. januar 1935. Dette tredages møde endte med et gennembrud for Mao Zedong. Han kom ind i den kommunistiske centralkomite, og gennem en af sine nærmeste ledede han i virkeligheden også den militære fremrykning. Da marchen fortsatte fra Zunyi den 19. januar, havde Mao ved allianceopbygning og manøvreringer fået den helt dominerende lederposition i partiet. Han var imidlertid endnu ikke blevet valgt til kommunistpartiets generalsekretær.

## Til Sichuan
Da marchen fortsatte, gik den kun nølende nord over og ind i Sichuan. Men derefter rykkede man tilbage til Guizhou. Dette gentog sig endnu en gang. Der efter gik marchen syd over og ind i Yunnan, før den på ny gik nord over og ind i Sichuan. Der er forskellige forklaringer på hvad, som motiverede valgene af rute.
En version er, at hærledelsen ønskede at trænge ind i provinsen Sichuan for der at kunne slå sig sammen med en anden og langt stærkere kommunistisk styrke under ledelse af Zhang Guotao. Denne styrke var ikke blot talmæssigt stærkere, den var også bedre bevæbnet – sovjetiske styrker stod nemlig i Østturkistan (Xinjiang) og sørgede for forsyninger til Zhang Guotao. Ifølge denne version (som er den maoistiske historieskrivnings fremstilling) var Kuomintangs styrker slet og ret for stærke, og tilbagetoget til Guizhou skyldtes det nederlag, som kommunisterne blev påført lige efter, at de var gået ind i Sichuan.
En anden version (ved Jung Chang) fremholder, at Mao ikke ønskede at forene sine kræfter med Xhang Guotaos, før han havde sikret sig en mere solid lederstilling. Hun mener, at de to store militære nederlag, som kommunisterne led, først ved den første indtrængning i Sichuan og derefter i Guizhou, nærmest var planlagt af Mao for at vinde tid til hans konsolidering af sin magtstilling.

## Fra Sichuan til Shaanxi
Det var først i maj, at Maos styrke rykkede ind i Sichuan. De to kommunisthære kunne nu forene deres kræfter. Det blev så bestemt at rykke nord over nærmere områder, som var kontrollerede af Sovjetunionen. Efter oprindeligt at være blevet enige om fremrykning langs to akser med Maos gruppe ad den østlige og terrænmæssigt vanskeligere rute, blev dette omgjort kort tid efter, at fremrykningen var begyndt. Mao bestemte, at begge styrker skulle følge den østlige, og at Maos styrke skulle gå forrest.
Under denne fremrykning blev marchdeltagerne angrebne både af Kuomintangstyrker og af lokale krigsherrer. I oktober var de fremme i Yan'an i det nordlige Shaanxi.

## Maos stilling
Den lange march havde også til følge, at Mao blev kommunistpartiets leder. Tidligt under forflytningen var Mao syg med en feber på 41 grader. Mao blev under dele af marchen derfor båret i en specialbygget bærestol. Mange andre deltagere på marchen blev også ledende skikkelser i kommunistpartiet, blandt andre Liu Shaoqi, Zhu De, Lin Biao og Deng Xiaoping.